# 伯林格姆 (伊利諾伊州)
伯林格姆（英語：Burlingame）是位於美國伊利諾伊州卡斯縣的一個非建制地區。該地的面積和人口皆未知。

## 地理
伯林格姆的座標為39°55′25″N 90°09′48″W / 39.92361°N 90.16333°W，而該地的平均海拔高度為190米（即623英尺）。